# Muntiacini
Muntiacini – plemię ssaków z podrodziny jeleni (Cervinae) w obrębie rodziny jeleniowatych (Cervidae).

## Zasięg występowania
Plemię obejmuje gatunki występujące w Azji.

## Systematyka

### Podział systematyczny
Do plemienia należą następujące występujące współcześnie rodzaje:
- Elaphodus Milne-Edwards, 1872 – jelonek – jedynym przedstawicielem jest Elaphodus cephalophus Milne-Edwards, 1872 – jelonek czubaty
- Muntiacus Rafinesque, 1815 – mundżak

Opisano również rodzaje wymarłe:
- Eostyloceros Zdansky, 1925[13]
- Metacervulus Teilhard de Chardin & Trassaert, 1937[14]
- Paracervulus Teilhard de Chardin & Trassaert, 1937[15]